# 1960-as Vuelta ciclista a España
Az 1960-as Vuelta ciclista a España volt a 15. spanyol körverseny. 1960. április 29-e és május 15-e között rendezték. A verseny össztávja 3566 km volt, és 17 szakaszból állt. Végső győztes a belga Franz De Mulder lett.

## Végeredmény
|    | Versenyző           | Csapat       | Idő            |
| -- | ------------------- | ------------ | -------------- |
| 1  | Franz De Mulder     | Groene Leeuw | 103 óra 05' 57 |
| 2  | Armand Desmet       |              | 15' 21         |
| 3  | Miguel Pacheco Font | Licor 43     | 19' 24         |
| 4  | Antonio Karmany     | Kas          | 22' 03         |
| 5  | Juan Campillo       | Kas          | 29' 50         |
| 6  | Fernando Manzaneque | Faema        | 31' 58         |
| 7  | Salvador Botella    | Faema        | 32' 58         |
| 8  | Benigno Aspuru      | Kas          | 35' 08         |
| 9  | Jesús Loroño        | Majestad     | 38' 11         |
| 10 | Arthur De Cabooter  | Groene Leeuw | 44' 42         |